# Battlefields of Asura
Battlefields of Asura — восьмой студийный альбом тайваньской симфоник-блэк-метал-группы Chthonic, выпущенный 12 октября 2018 года на лейблах Ciongzo Idea Corporation (в Тайване) и Howling Bull (в Японии). В качестве гостевых вокалистов в альбоме отметились Денис Хо и Рэнди Блай из группы Lamb of God.
| Оценки критиков      | Оценки критиков |
| Источник             | Оценка          |
| -------------------- | --------------- |
| Consequence of Sound | B               |
| Exclaim!             | [ 4 ]           |
| Metal Injection      | [ 5 ]           |
| Metal Storm          | [ 6 ]           |

## Список композиций
| №                   | Название                                       | Длительность |
| ------------------- | ---------------------------------------------- | ------------ |
| 1.                  | «Drawing Omnipotence Nigh» (Intro)             | 2:07         |
| 2.                  | «The Silent One's Torch»                       | 4:03         |
| 3.                  | «Flames Upon the Weeping Wind»                 | 3:10         |
| 4.                  | «A Crimson Sky's Command»                      | 3:31         |
| 5.                  | «Souls of the Revolution» (feat. Randy Blythe) | 4:39         |
| 6.                  | «Taste the Black Tears»                        | 4:49         |
| 7.                  | «One Thousand Eyes»                            | 5:16         |
| 8.                  | «Masked Faith»                                 | 2:19         |
| 9.                  | «Carved in Bloodstone»                         | 2:57         |
| 10.                 | «Millennia's Faith Undone» (feat. Denise Ho)   | 5:06         |
| 11.                 | «Autopoiesis» (Outro)                          | 2:05         |
| Общая длительность: | Общая длительность:                            | 40:02        |

## Участники записи
- Freddy Lim, «Left Face of Maradou» — вокал
- Jesse Liu, «the Infernal» — гитара
- Doris Yeh, «Thunder Tears» — бас
- Dani Wang, «Azathothian Hands» — ударные
- CJ Kao, «Dispersed Fingers» — клавишные